# Gorsedd
Un gorsedd (AFI: [ˈɡɔːrsɛð]), al plurale gorseddau (AFI: [ˈɡɔːrsɛðaɪ]), è una comunità o un incontro di bardi moderni. La parola è di origine gallese e significa, alla lettera, "trono" (dal prefisso gor-, "grande, super, oltre", e dal suffisso sedd, "sedile, seduta"). È spesso scritto gorsedh in Cornovaglia e goursez in Bretagna, riflettendo rispettivamente l'ortografia delle lingue cornica e bretone.
Quando il termine è usato senza qualifica, di solito si riferisce al Gorsedd nazionale del Galles, vale a dire Gorsedd y Beirdd. Tuttavia esistono altri gorseddau, come il Gorsedh Kernow cornico e il Goursez Vreizh bretone.

## Scopo

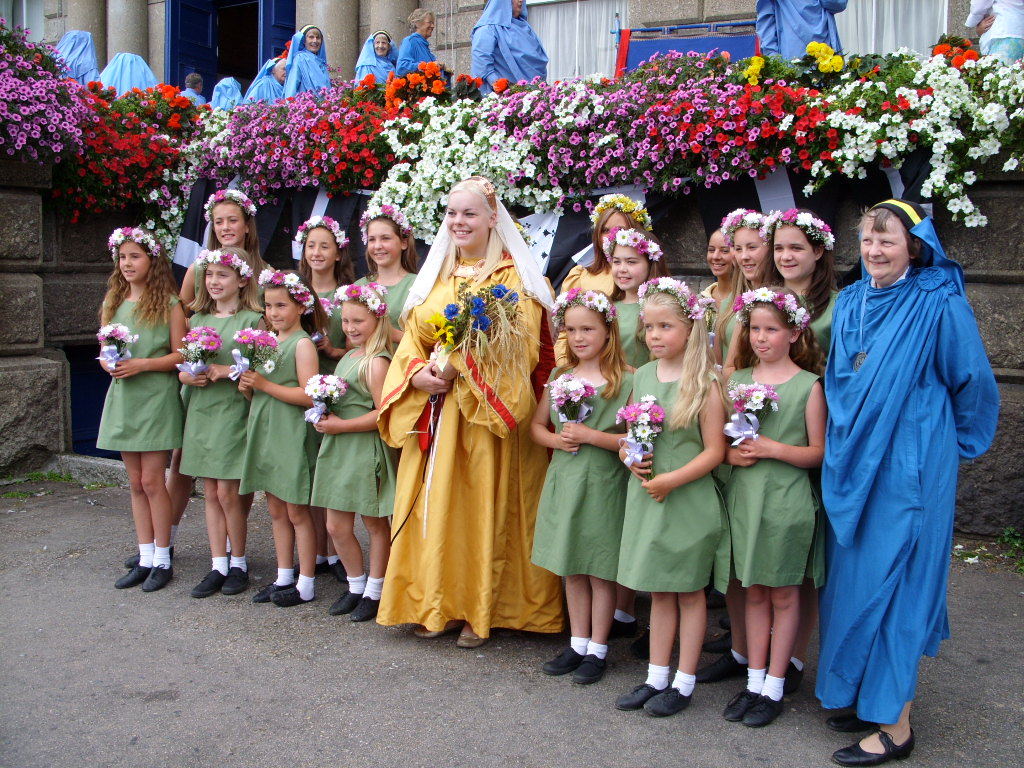
Lady Cornovaglia e ragazze dei fiori al Gorsedh Kernow di Penzance del 2007

I Gorsedd esistono per promuovere la cultura letteraria e la creazione di poesia e musica. Come parte di questo, la loro attività più evidente si può vedere agli Eisteddfod, i Festival linguistici gallesi.

## Storia

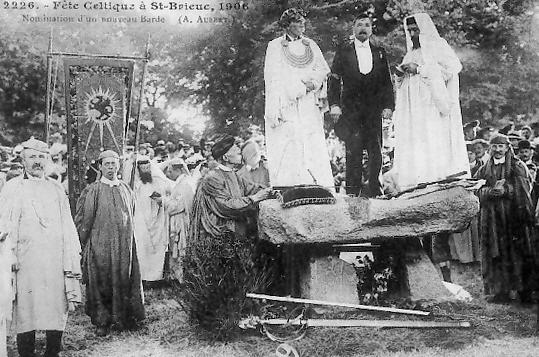
Goursez Vreizh (il Gorsedd della Britannia) nel 1906

Il Gorsedd Beirdd Ynys Prydain fu fondato nel 1792 da Edward Williams, comunemente noto come Iolo Morganwg, che inventò anche gran parte del suo rituale, apparentemente basato sulle attività dell'antico Druidismo dei Celti. Al giorno d'oggi gran parte del suo rituale è influenzato dal cristianesimo e sono stati fatti ulteriori abbellimenti negli anni '30 dall'Arcidruido Cynan (1950-1954). Il Gorsedd y Beirdd fece la sua prima apparizione all'Eisteddfod all'Ivy Bush Inn di Carmarthen nel 1819 e la sua stretta associazione con il Festival rimase. È un'associazione di poeti, scrittori, musicisti, artisti e individui che hanno dato un contributo significativo e distinto alla lingua, alla letteratura e alla cultura gallese.
L'origine fittizia di queste cerimonie è stata stabilita dal professor G.J. Williams in opere che riguardano Iolo Morganwg.

## Gradi
Ci sono tre gradi di appartenenza al Gorsedd gallese. Fino al 2012 erano, in ordine di onore crescente:
- Ovates, che indossano vesti verdi,
- Bardi, che indossano vesti blu e
- Druidi, che indossano vesti bianche.[8]

Tuttavia, dal 2012 tutti questi gradi sono trattati come uguali, con i nuovi membri chiamati tutti "Druidi" e con il colore delle loro vesti che riflette l'area del loro contributo piuttosto che un ordine d'onore ascendente. Il capo di un Gorsedd è conosciuto come Archdderwydd (Italiano: Arcidruido), indossa una tunica dorata, è eletto per un mandato di tre anni ed è responsabile della conduzione delle cerimonie di Gorsedd durante la settimana di Eisteddfod. Queste cerimonie sono tenute per onorare risultati letterari tra poeti gallesi e scrittori di prosa. I gradi del Gorsedd bretone (Goursez) sono gli stessi.
Nel Gorsedd cornico (Gorsedh Kernow), c'è solo un grado, quello del bardo e tutte le vesti sono blu.

## Ammissione
Nel Gorsedd gallese, una persona può diventare un ovato o un bardo superando un esame in lingua gallese. I druidi possono essere nominati solo da druidi esistenti. Spesso un nuovo membro prende uno pseudonimo, chiamato "nome bardico". Per diventare un arcidruido, un individuo deve aver vinto uno dei tre più alti premi di Eisteddfod: la Corona, la Sedia o la Medaglia della letteratura. Nel 2003 Robyn Léwis (Robyn Llŷn) divenne il primo vincitore della medaglia di letteratura ad essere eletto Arcidruido, e il primo Arcidruido ad essere eletto con un voto di tutti i Gorseddogion. Christine James fu la prima donna a diventare Arcidruida del Galles.
Le persone sono rese ovati o druidi anche come un onore per premiare i loro contributi alla cultura gallese. Nel 1946 la futura Regina Elisabetta II fu inserita nel Gorsedd gallese al National Eisteddfod del Galles. In anni recenti Ron Davies, Rowan Williams, Matthew Rhys, Ioan Gruffudd e Rebecca Evans sono stati onorati in questo modo.

## Cerimonia
Tre cerimonie del Gorsedd si svolgono durante la settimana dell'Eisteddfod:
- L'Incoronamento (Coroni) del Bardo (assegnato al poeta giudicato il migliore nelle competizioni a metro libero)
- L'assegnazione della Medaglia della Prosa (per il vincitore delle competizioni di prosa)
- L'Insediamento (Cadeirio) del Bardo (per il miglior poema lungo a metro rigoroso tradizionale).

Durante queste cerimonie l'Arcidruido e i membri del Gorsedd si riuniscono sul palcoscenico dell'Eisteddfod con le loro vesti da cerimonia. Quando l'Arcidruido rivela l'identità del poeta vincitore, il "Corn Gwlad" (una tromba) chiama le persone e si recita la preghiera di Gorsedd (il Corn Gwlad chiama simbolicamente tutti i quattro angoli del Galles). L'Arcidruido ritira parzialmente una spada dal suo fodero tre volte, e grida "A oes heddwch?" ("C'è pace?"), A cui l'assemblea risponde "Heddwch" ("Pace"). La spada viene quindi riposta completamente nella sua guaina e quindi non viene mai estratta completamente. Poi il Corno dell'abbondanza viene presentato all'Arcidruido da una giovane donna sposata, che lo invita a bere il "vino del benvenuto". Una ragazza gli presenta un cesto di "fiori della terra e del suolo del Galles" e viene eseguita una danza floreale, basata su uno schema di raccolta dei fiori dai campi.

## Simbolismo

Il simbolo del Gorsedd, l'Awen.

Il simbolo comunemente usato per rappresentare un Gorsedd è una linea tripla, la linea mediana in posizione verticale e le due esterne inclinate verso la parte superiore del centro, così: /|\.
Questo simbolo, chiamato awen, viene spesso spiegato come la rappresentazione del sole. La parola "awen" significa "musa" in gallese.